# Liebes Pferd

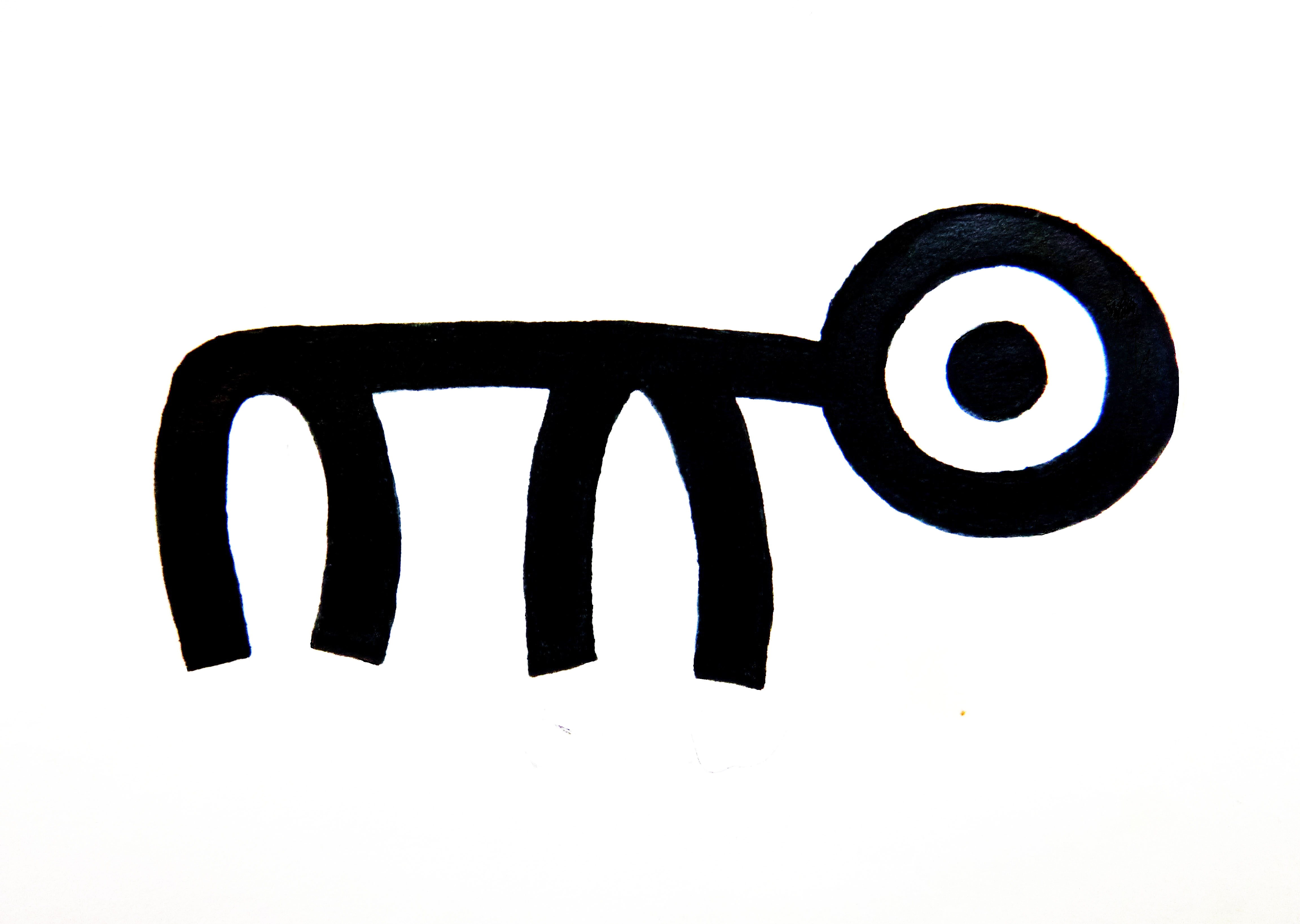
Zeichen der Künstlergruppe Liebes Pferd

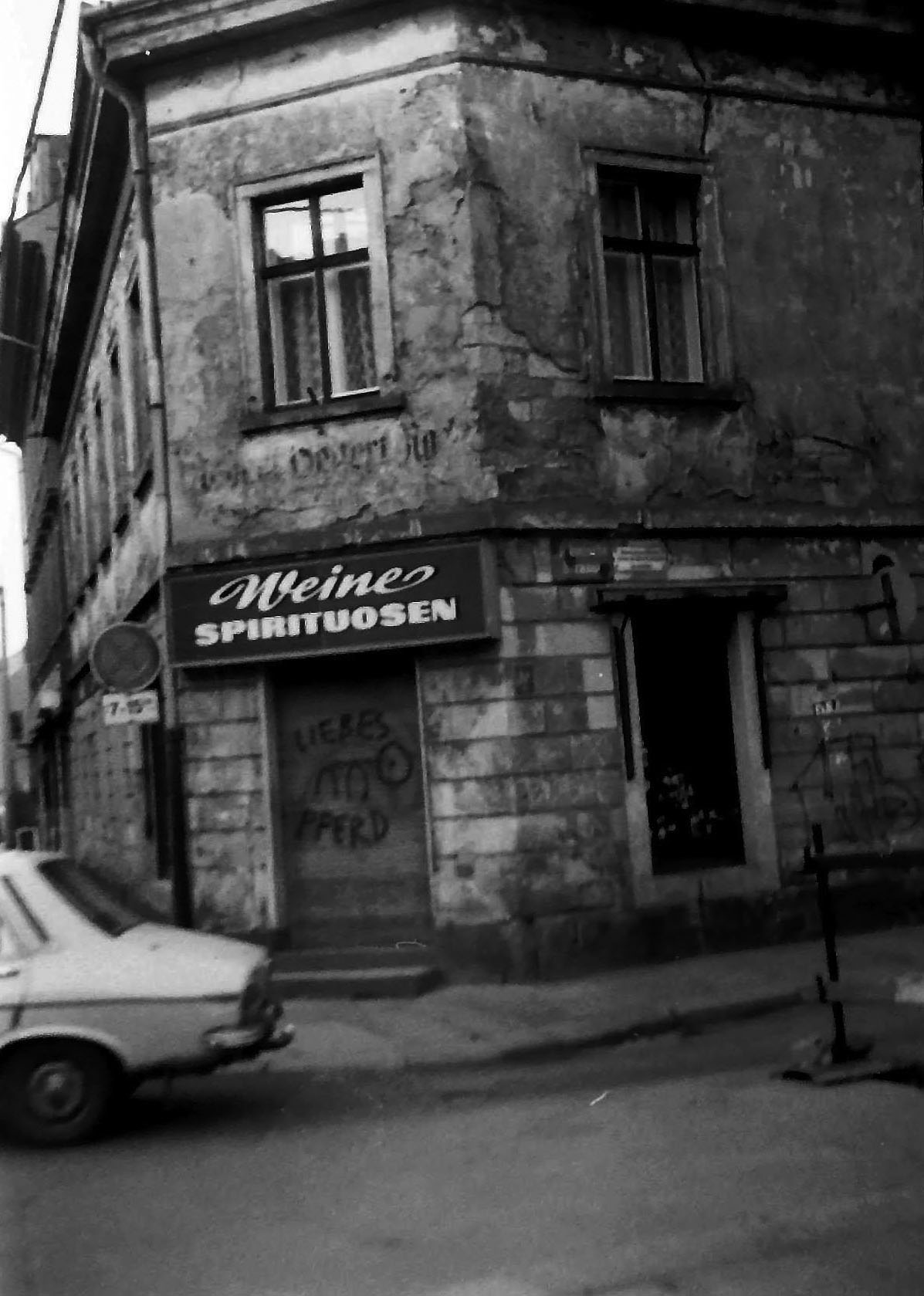
Graffiti Liebes Pferd in der Dresdner Neustadt, Böhmische Straße Ecke Alaunstraße, 1991

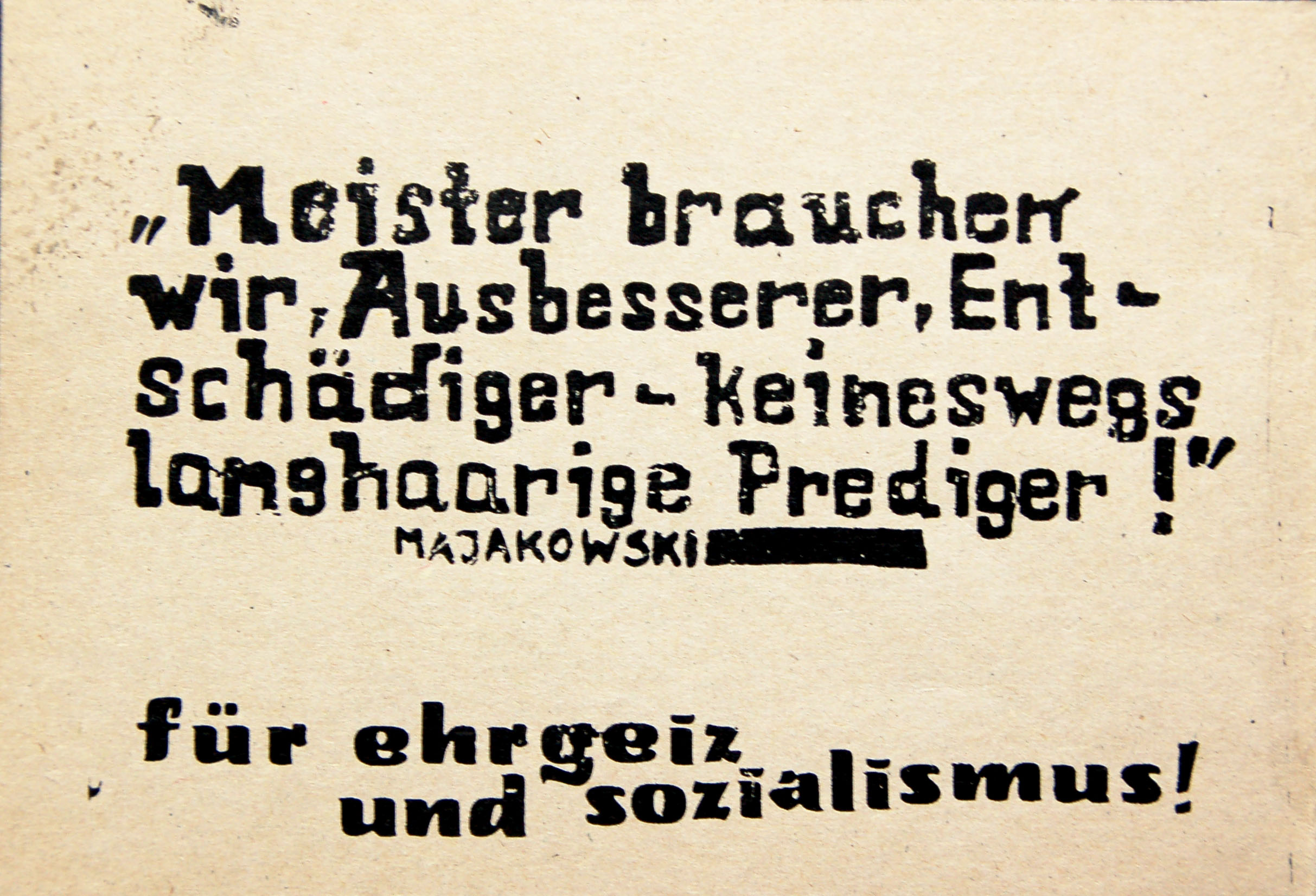
Karte der Künstlergruppe Liebes Pferd, Siebdruck, 1992

Galerie im Friedrichstadtpalast, Besetztes Haus in Dresden-Friedrichstadt 1991

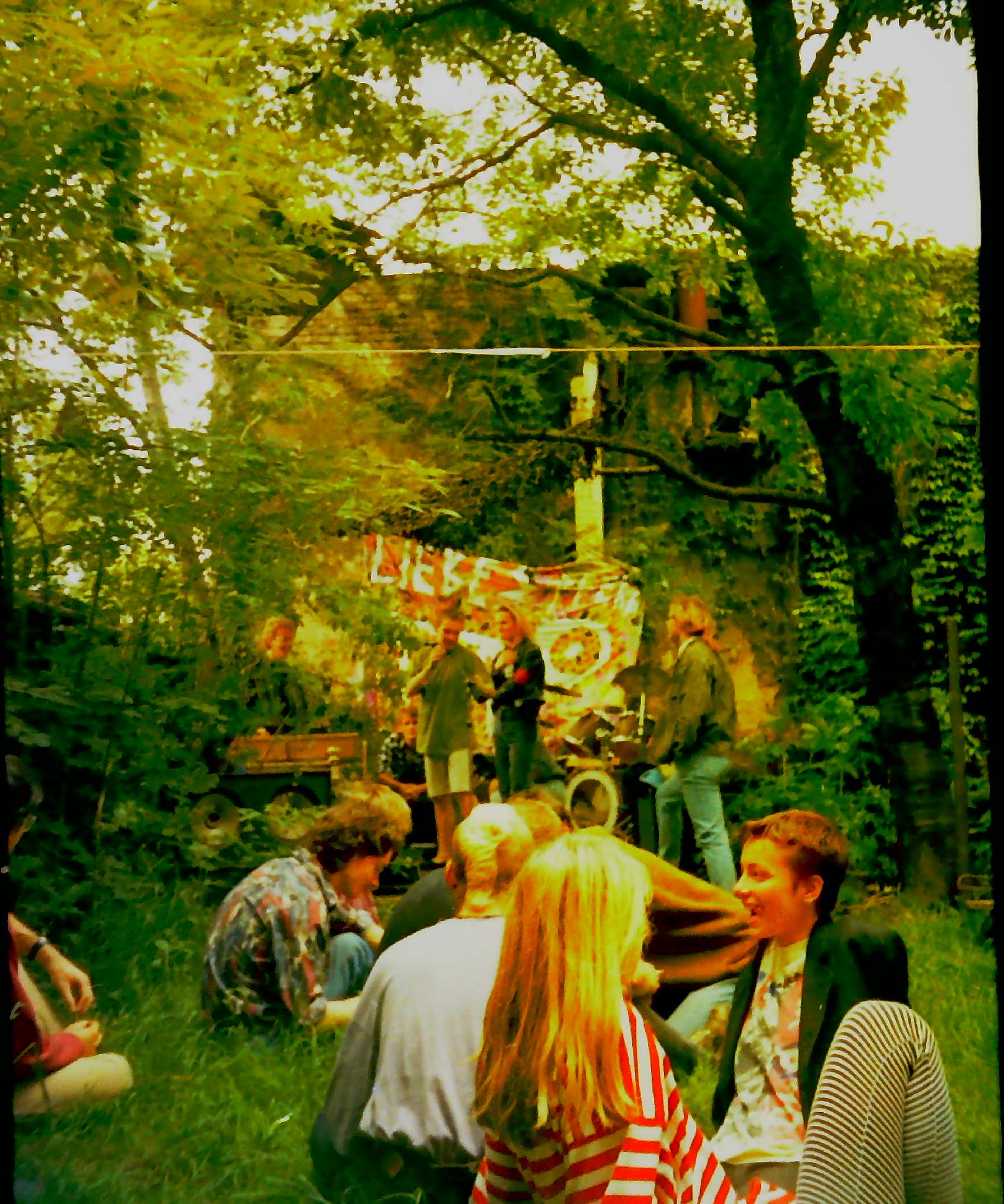
Friedrichstadtpalastfestival in Dresden-Friedrichstadt, 1991 (Im Hintergrund aufgespannt das Banner der Künstlergruppe Liebes Pferd)

Präsentation der Künstlergruppe Liebes Pferd in Kunstdienst der evangelischen Kirche in Dresden, Dreikönigskirche 1993

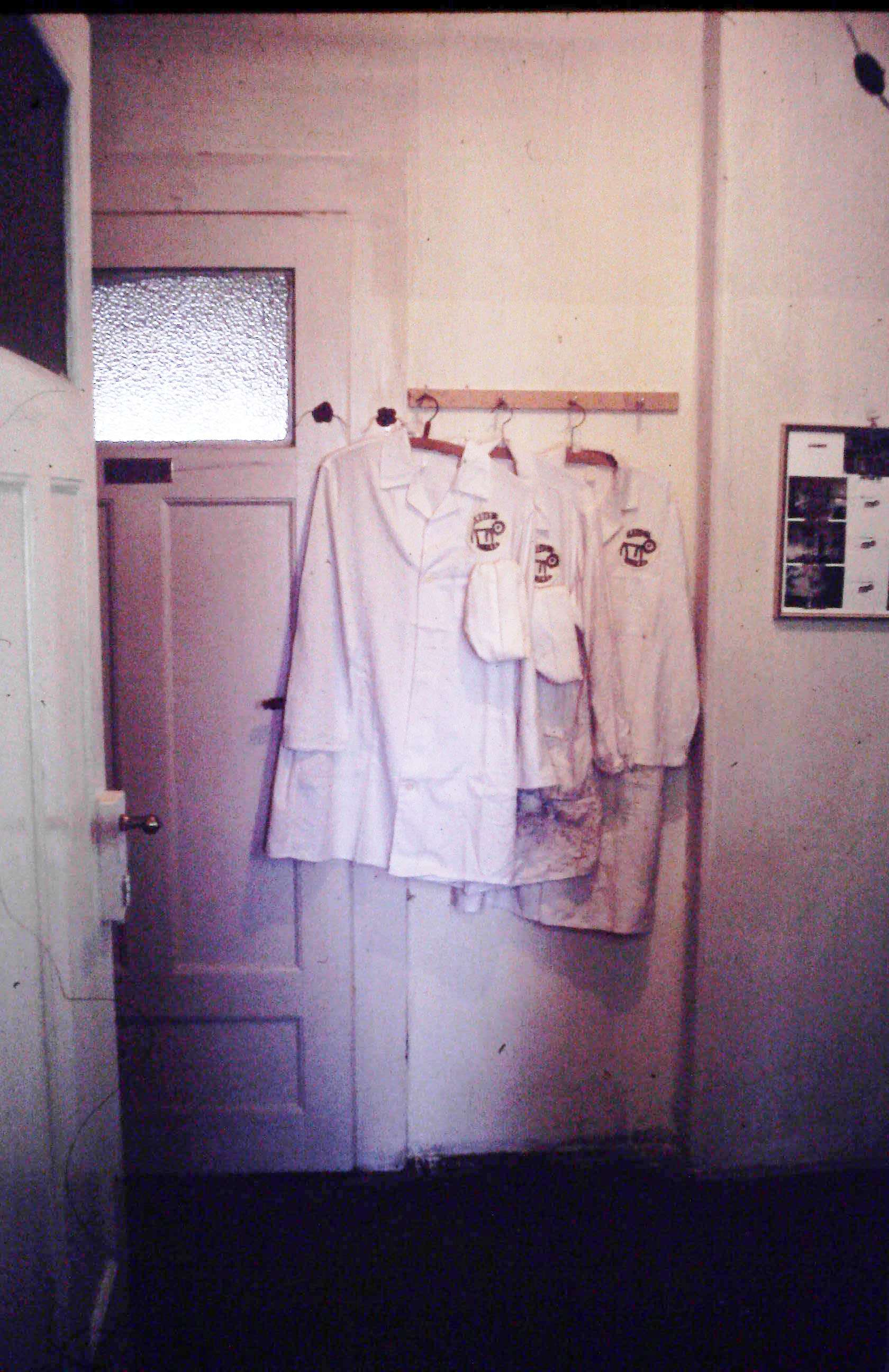
Arbeitsräume der Künstlergruppe Liebes Pferd auf der Manitiusstraße Dresden-Friedrichstadt, 1992

Kunstaktion Bildenthüllung durch die Künstlergruppe Liebes Pferd, Dresden 1992

Ausstellungszentrum der Künstlergruppe Liebes Pferd in Radebeul, Februar 1993

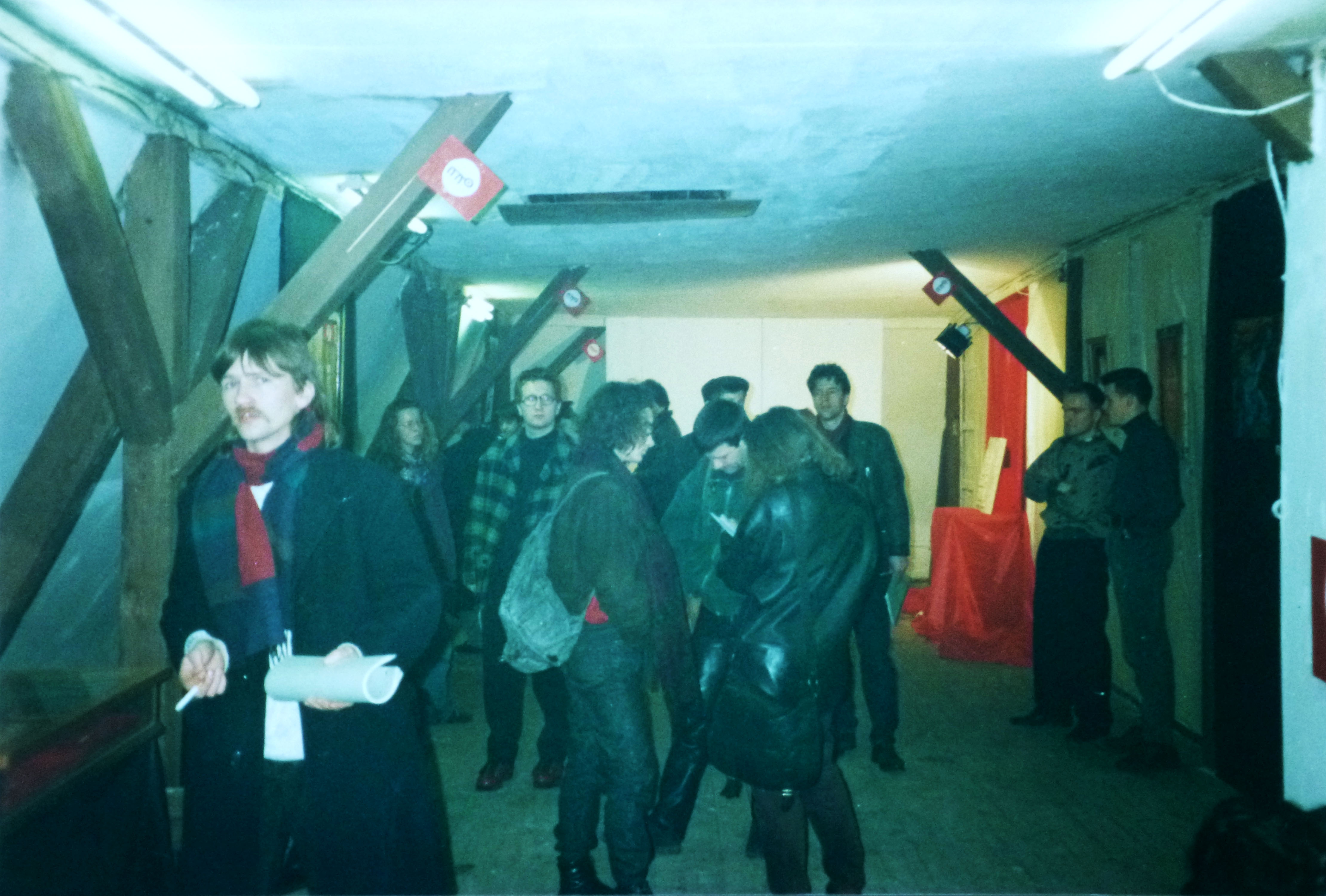
Filmpremiere „Kräne über Deutschland“ im Ausstellungszentrum der Künstlergruppe Liebes Pferd in Radebeul, Februar 1993

Liebes Pferd ist eine 1991 in Dresden gegründete Künstlergruppe, die vor allem in den Jahren nach der politischen Wende mit Aktionen, Ausstellungen, Filmen, Zeitschriften und künstlerischen Drucken auf irritierende Weise die weltanschaulichen Zuordnungen zu unterlaufen suchte. Die Mitwirkenden verbargen ihre persönliche Individualität und künstlerische Handschrift in Anlehnung an ähnlich gelagerte Avantgarde-Projekte wie The Residents und Neue Slowenische Kunst hinter einem gedachten künstlerischen Kollektiv. Mittel ihres Ausdrucks sind eine trockene Ironie und die bewusste Provokation.

## Wirken 1991–1993
Das Liebe Pferd zelebriert in seinen Aktionen eine Art soldatisches Künstlertum als schroffen Gegensatz zu den Konventionen von Kreativität und individueller Selbstverwirklichung. Es bezieht sich damit zu gleichen Teilen auf stalinistische Diktionen, vom Künstler als „Ingenieur der Seele“, faschistischer Ästhetik und Vorstellungen der Auflösung von künstlerischer Faktur in kunsthandwerklicher Präzision, wie sie die Hervorbringungen der arts and craft Bewegung und dem Werkbund kennzeichnen.
Das Zeichen von Liebes Pferd ist angelehnt an das Signet der Punk-Gruppe Einstürzende Neubauten. Programmatisch ist dabei die Menschenfigur ins Tierische gekippt. Dieses Logo war in den Jahren 1991–1993 als flüchtig gesprühtes Tag viel auf den unsanierten Wänden der Dresdener Neustadt zu sehen. Das Umfeld der Gruppe, die ihre Basis in den vernachlässigten Bezirken Pieschen und Friedrichstadt hatte, positionierten sich damit gegen die vielbeachtete Subkultur-Attitüde des Dresdner Szeneviertels. Als einer der Mitbegründer der Gruppe gilt der Maler und Publizist Sebastian Hennig.
Wichtigster Anreger für Liebes Pferd waren die Aufführungen der slowenischen Gruppe Laibach aus den 1980er Jahren, in denen diese eine Parallele zwischen den ästhetischen Wirkungsmechanismen totalitärer Regime und der angloamerikanisch dominierten Popkultur zogen. In der Handhabung von extrem aufgeladenen politischen Symbolen besteht wiederum eine Ähnlichkeit zu den späteren Aktionen von Jonathan Meese.
Die Gruppe wurde damals einerseits dem rechtsintellektuellen Spektrum zugeordnet, ihre Aktionen andererseits als eher linksalternative Gesellschaftskritik gedeutet. Die Gruppe selbst hat diese Zuordnungen stets abgelehnt. Ein Beispiel dafür ist die Einladung eines Mitgliedes zu einem Kolloquium in das Festspielhaus Hellerau 1993 sowie andererseits 1991 die Absage einer bereits vereinbarten Veranstaltung der Künstlergruppe im linksalternativen Kulturzentrum Conni.
Die Gruppe selbst hat eine Zuordnung stets gleichzeitig herausgefordert und unterlaufen, indem sie in ihren Äußerungen auf ein ausgeglichenes Verhältnis zwischen den beiden Provokationspotentialen geachtet hat. In der Selbstbeschreibung führt die Gruppe aus, sie setze „der asiatisierenden Filz und Fett-Mentalität eines Joseph Beuys eine blutvolle und bodenständige Nationalkultur entgegen. Die Protagonisten der Avantgarde haben die Museen, Kunsthallen und Konzertsäle mit den Produkten ihrer gewissenlosen hirne (sic!) besetzt. Wir sagen: Schluss damit! Kunst darf nicht noch weiter zum intelektuellen (sic!) Hirn- und Nervenkitzel verkümmern. Unser deutsches Kunsthaus soll eine neue Akropolis sein, kein Bordell-Ort geistiger Unzucht.“ Nach einem Bericht von Angelika Unterlauf, der am 12. März 1993 im Regionalreport von Sat.1 ausgestrahlt wurde, und in dem Protagonisten der Gruppe provokativ-ironisch vermeintliche nationalistische und geschichtsrevisionistische Aussagen tätigen („Es ist einfach traurig, dass die Menschen ihre Identität so verloren haben, es ist eine ganz normale Sache, dass jedes Volk einen gewissen Nationalstolz hat. Die Leute können stolz sein, Deutsche zu sein, ohne sich ständig an die Hitler-Zeit zu erinnern, sich Asche aufs Haupt zu streuen. Wir sind junge Leute, wir haben das Recht, das zu vergessen“) und die künstlerische Verwendung von Hakenkreuzen, NS-Ästhetik und Stalin-Bilder ebenfalls ironisch als „hypnotisierend, so klar und schön in der Form“ verteidigten, stellte diese ihre Aktivitäten ein, da die Balance zwischen rechten und linken Provokationspotentialen nun einseitig zu Gunsten der ersteren ausgelegt wurde.
Der Roman „89/90“ (2015) von Peter Richter enthält einen namentlichen Hinweis auf die Gruppe, die darin allerdings irrtümlich als eine Punkband beschrieben wird.

„Die Mitglieder von ‚Liebes Pferd‘ (Nach eigenen Angaben ein Kern von etwa zehn jungen Leuten) waren zum Zeitpunkt der Wende 16 bzw. 17 Jahre alt. Im alten System nicht verwurzelt, dem neuen fremd gegenüberstehend, sind ihre Aktivitäten derzeit wohl in erster Linie Ausdruck kulturellen Unbehagens und Protests. Doch sie sind noch mehr. [–] Die jungen Leute des „Lieben Pferdes“ nehmen sich selbst sehr ernst - sie sollten ernst genommen werden.“

Titelblatt des Grafikkalenders 1993 der Künstlergruppe Liebes Pferd, Linolschnitt 1992
Monatsblatt Januar des Grafikkalenders 1993 der Künstlergruppe Liebes Pferd, Linolschnitt 1992
Monatsblatt Februar des Grafikkalenders 1993 der Künstlergruppe Liebes Pferd, Linolschnitt 1992
Monatsblatt Dezember des Grafikkalenders 1993 der Künstlergruppe Liebes Pferd, Linolschnitt 1992
Monatsblatt Juni des Grafikkalenders 1993 der Künstlergruppe Liebes Pferd, Linolschnitt 1992
Monatsblatt Mai des Grafikkalenders 1993 der Künstlergruppe Liebes Pferd, Linolschnitt 1992

## Ausstellungen und Aktionen
- 16. März 1991: Konzert, EOS Juri-Gagarin Radebeul
- 15./16. Juni 1991: Ausstellung, Friedrichstadtpalastfestival, Dresden
- 12. Oktober 1991: Lesung, Konzert, Ausstellung im Conni im Scheunenhofviertel in Dresden (vom Veranstalter abgesagt)
- 28. Dezember 1991: Konzert, Thalia Schwerin
- 9. Mai 1992: Bildenthüllung Die Ritter des Lieben Pferds, Dresden-Friedrichstadt
- 1993: Ausstellung, Café Noteingang Radebeul-Kötzschenbroda
- 1993: Ausstellung, Kunstdienst der Evangelischen Kirche, Frauenkirche Meißen
- 1993: Ausstellung, Kunstdienst der Evangelischen Kirche, Dreikönigskirche Dresden
- 6. Februar 1993: Uraufführung des Filmes Kräne über Deutschland und Ausstellung, Ausstellungszentrum Kiefernstraße, Radebeul
- 19. Juni 1993: Landesausscheid Amateurfilm, Medienkulturhaus Pentagon, Dresden
- 2015: Kötzschenbrodaer Dekret, Stadtgalerie Radebeul[5]

### Ausstellungsbeteiligungen
- 1994: Teilnahme an der Social-Beat-Ausstellung Pfefferberg Berlin[6]
- 1996: Miniatur Galerie am Damm Dresden
- 2015: „Radebeul – Stadt der Zukunft“ hier und jetzt. Stadtgalerie Radebeul
- 2015: Bilderladen, Galerie Holger John, Dresden
- 2015: NEBEL, Symposium Strömungen-Proudění, Kulturní centrum Řehlovice (CZ)

## Temporäre Wiederaufnahme der Tätigkeit
In den Jahren 2014–2016 fanden erneut einige Aktionen und Ausstellungen unter dem Namen Liebes Pferd statt, darunter zwei Publikationen in Zeitschriften, die der neuen Rechten zugeordnet werden.

„Die Provokation, das Zuspitzen war und ist für die Künstlergruppe Liebes Pferd vordringliches, wenn auch nicht einziges Programm. Mit ihrem Kötzschenbrodaer Dekret knüpft sie nach 20 Jahren selbst verordneten Schweigens an die Hoch-Zeit Anfang der 1990er Jahre an. In dieser Periode der Anarchie und überbordenden Lebenslustigkeit nach dem Zusammenbruch des Kommunismus fand sich das Kollektiv im Kreis besetzter Häuser in Pieschen, der Friedrichstadt, später in Coswig und Radebeul zusammen. (...) Als fruchtbares Feindbild zeichnete sich für das Liebe Pferd bald der nach einer kurzen Aufbruchsphase in selbstgefälligen Stereotypen erstarrende, alternative Kunstbetrieb ab, welcher unerbittlich ihm fremde Positionen verdammte, bekämpfte und mit Unterstellungen von den ihm liebgewonnenen und teuren Futterkrippen der Öffentlichen Hand fernhielt.“